# BlogTV (動画配信)
BlogTV'は、イスラエルのライブビデオストリーミング配信サイト。ライブ配信プラットフォームを提供し、視聴者とのチャット機能ではFacebook、Twitterによるチャットが用意されており、配信映像の録画機能などがある。バルセロナのGSM「ベストメイドフォーモバイル」賞、およびソウルデジタルフォーラムのGMCA「ニュートレンドリーダー」賞など、世界中で数個の賞を受賞した。

## 沿革
- 2006年5月1日 - ローンチ。
- 2007年6月 - 発足。
- 2008年1月30日 - ICQとの業務提携[1]。
- 2008年2月 - ライブ番組が携帯電話に対応するようになった。モバイル版では、ホスト配信、共同ホスト、チャット専用フィードの機能も整備され、パソコンユーザーと同じ機能が利用できるようになっている[2]。
- 2013年3月 - YouNowに買収される。